# Гут-драгер (шмак)
«Гут-драгер» или «Гут-драгор» (от гол. Доброноситель или Вестоноситель) — шмак Балтийского флота Русского царства, один из трёх шмаков типа «Корен-Шхерн», участник Северной войны.

## Описание судна
Парусный шмак с деревянным корпусом, один из трёх судов типа «Корен-Шхерн», строившихся для нужд Балтийского флота на Олонецкой верфи в 1703 и 1704 годах. Длина корабля составляла 22,6 метра, ширина — 8,5 метра, а осадка 2,4 метра. Экипаж судна состоял из 15 человек.
Шмак получил шутливое голландское название «Гут-драгер», которое на русский язык переводилось как «Доброноситель» или «Вестоноситель». Был одним из двух парусных судов российского флота, носивших такое наименование, также в составе Балтийского флота нёс службу одноимённый гукор 1725 года постройки.

## История службы

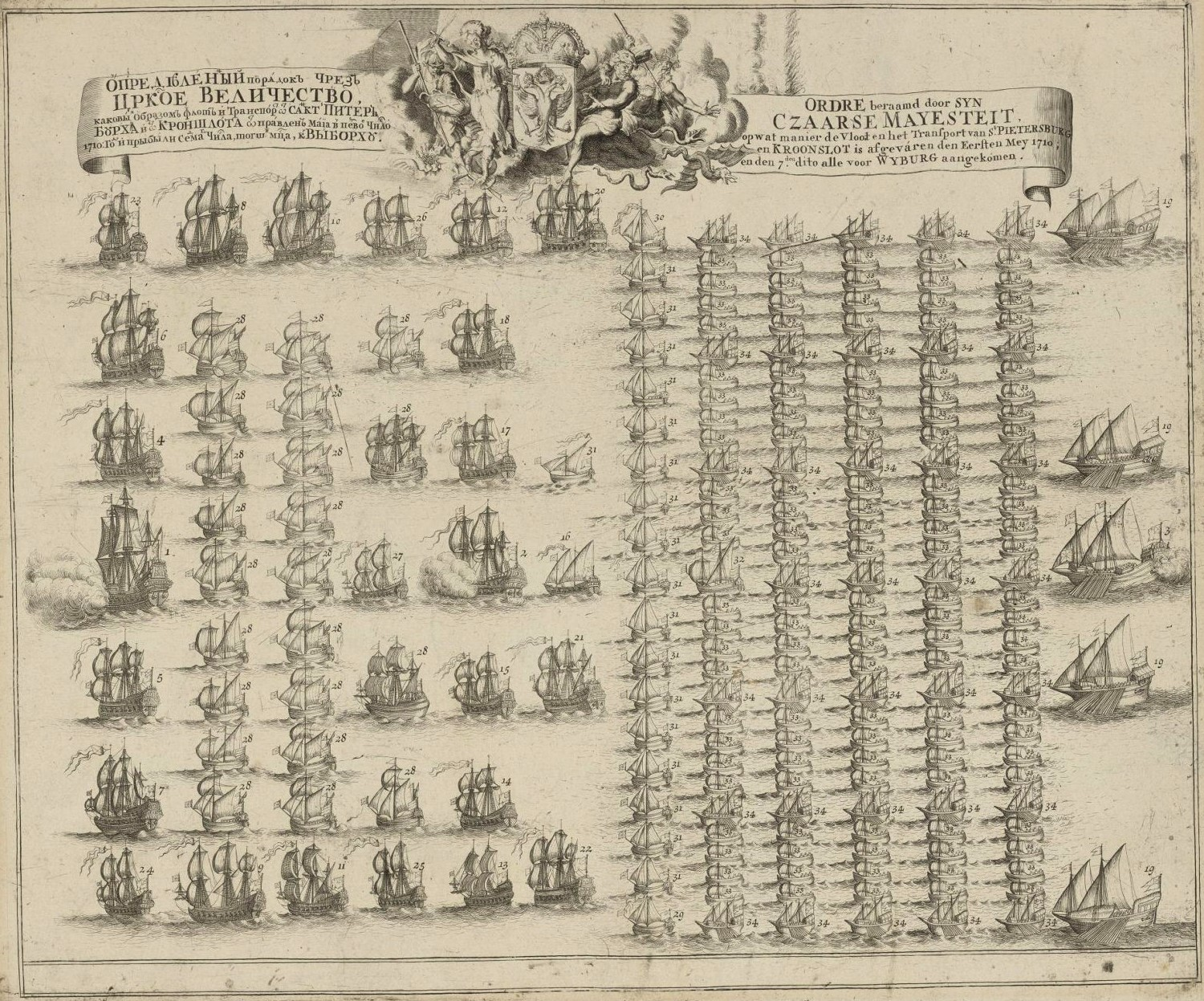
Порядок построения Балтийского флота во время похода к Выборгу

Шмак «Гут-драгер» был заложен на стапеле Олонецкой верфи 24 марта (4 апреля) 1703 года по указу Петра I и приказу губернатора А. Д. Меньшикова и после спуска на воду 15 (26) августа 1703 года вошёл в состав Балтийского флота России. Строительство шмака вёл кораблестроитель Вилим Шленграф.
8 (19) сентября 1703 года под командованием Филимона Монсова в составе эскадры кораблей Балтийского флота вышел в Ладожское озеро, взяв курс на Неву и в дальнейшем в Санкт-Петербург. 1 (12) октября 1703 года находился в составе эскадры, стоявшей у Санкт-Перетбургской крепости.
Принимал участие в Северной войне 1700—1721 годов. Использовался для доставки провианта и материалов в приморские крепости и на суда Балтийского флота. В мае 1710 года принимал участие в ледовом походе Балтийского флота к Выборгу.
Сведений о выводе шмака из состава флота не сохранилось, последнее упоминание в 1710 году.

## Командиры шмака
Командирами шмака «Гут-драгер» в составе Российского флота в разное время служили:
- Ф. Монсов (1703 год);
- К. Курсен или Куртенсен (1710 год).